# NGC 5276
NGC 5276 (również PGC 48542 lub UGC 8680) – galaktyka spiralna z poprzeczką (SBb), znajdująca się w gwiazdozbiorze Psów Gończych. Odkrył ją 27 marca 1856 roku R.J. Mitchell – asystent Williama Parsonsa. Jest zaliczana do radiogalaktyk.